# Peter Asher

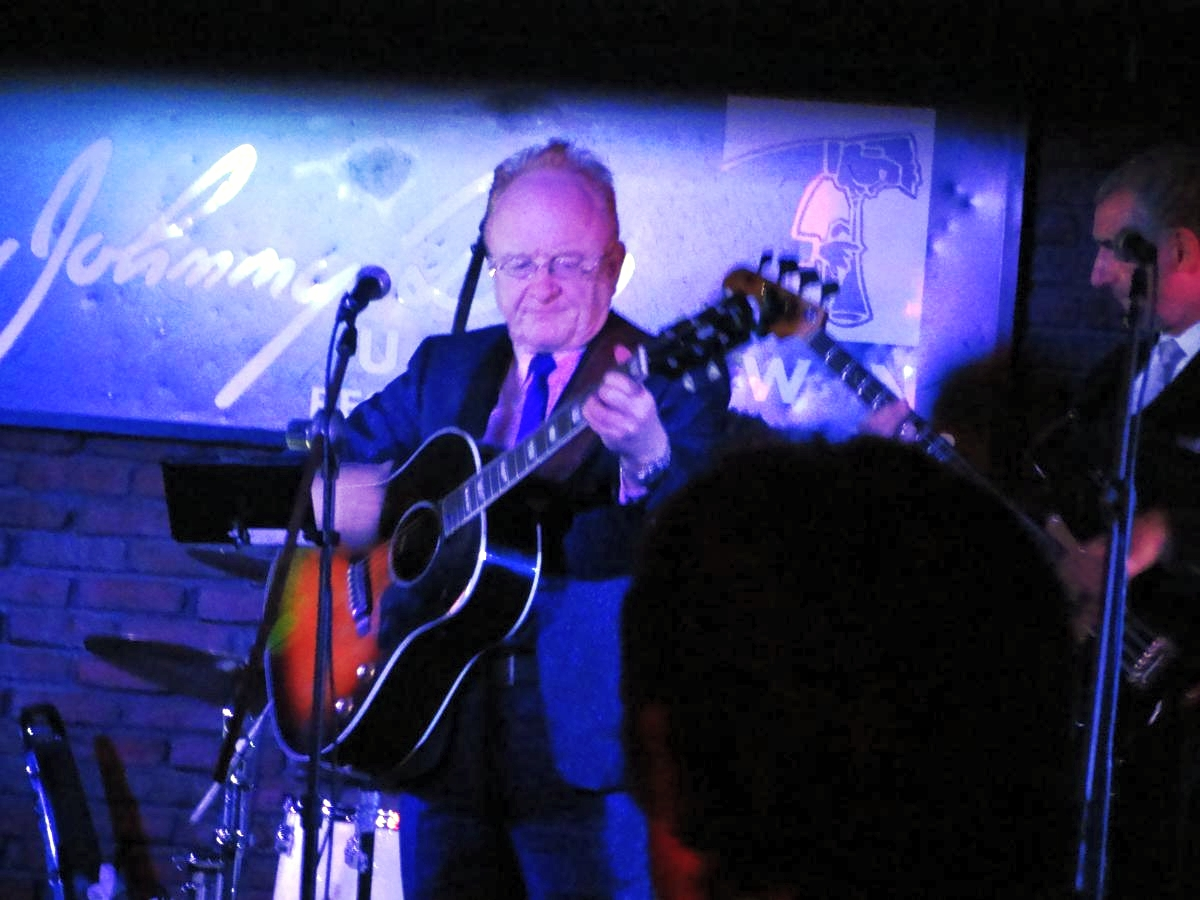
Peter Asher (2012)

Peter Asher (* 22. Juni 1944 in London, England) ist ein englischer Gitarrist, Sänger, Musikmanager und -produzent. Vor seiner Karriere als Musikproduzent feierte er in den 1960er Jahren Erfolge als Teil des Pop-Duos Peter & Gordon.

## Leben
Peter Asher ist der Sohn des Mediziners Richard Asher (1912–1969), der erstmals das Münchhausen-Syndrom beschrieb, und der Musikprofessorin Margaret Asher (1914–2011), deren bekanntester Schüler George Martin war. Asher hat zwei jüngere Schwestern, die Schauspielerin und Autorin Jane Asher (* 1946) sowie die Schauspielerin Clare Asher (* 1948). Ab dem Alter von acht Jahren wirkte Peter Asher als Schauspieler in verschiedenen Film-, Bühnen- und Fernsehproduktionen mit, darunter der Film Weiße Frau im Dschungel (Planter’s Wife, 1952) und die Fernsehserie Die Abenteuer von Robin Hood (The Adventures of Robin Hood, 1955–1960).
An der Westminster School lernte Asher den Mitschüler Gordon Waller (1945–2009) kennen, mit dem er als Musik-Duo in Cafés und Clubs aufzutreten begann. Ab 1962 nannten sie sich Peter & Gordon. 1964 hatten sie ihren größten Hit mit A World Without Love, geschrieben für Peter Asher von dem sechzehnjährigen Paul McCartney, der damals mit Jane Asher zusammen war. Durch diese Bekanntschaft erhielt das Duo öfters unveröffentlichtes Material von McCartney zum Aufnehmen.
1965 war Peter Asher Trauzeuge bei der Heirat seines Freundes John Dunbar mit der Sängerin Marianne Faithfull. Im November des gleichen Jahres eröffneten Asher und Dunbar zusammen mit Barry Miles die Indica Gallery.
1968 trennten sich die Wege von Asher und Waller. Peter Asher begann für das Plattenlabel der Beatles, Apple Records, als A&R-Manager zu arbeiten. Er verpflichtete den damals noch unbekannten James Taylor und produzierte dessen erstes Album. Obwohl das Album kein großer Erfolg war, ging Asher mit Taylor nach Amerika, um als dessen Manager und Produzent zu arbeiten. Aus dieser Zusammenarbeit resultierte eine Reihe erfolgreicher Alben, darunter Sweet Baby James (1970), Mud Slide Slim and the Blue Horizon (1971), JT (1977) und Flag (1979).
Zu den weiteren Künstlern, für die Asher im Laufe der Jahre als Produzent tätig war, gehören Linda Ronstadt, J. D. Souther, Bonnie Raitt, Cher, Diana Ross, Randy Newman und viele mehr.
1973 war Peter Asher einer der Partner, die das Roxy Theatre am Sunset Strip in Los Angeles eröffneten.
Von 1995 bis 2002 war Asher Senior Vice President bei Sony Music Entertainment. 2002 wurde er Co-President, 2005 dann President der Künstleragentur Sanctuary Artist Management. 2006 zog er sich zurück, um sich im Jahr darauf seinem Freund Simon Renshaw anzuschließen, der die Agentur Strategic Artist Management gegründet hatte.
Ab 2005 traten Peter Asher und Gordon Waller, der 2009 starb, gelegentlich wieder gemeinsam auf.

## Austin Powers
Es gab immer wieder Gerüchte, dass Mike Myers Asher als Vorbild für seine Agenten-Parodie Austin Powers benutzt hatte. Asher bestritt dies, gab allerdings zu, dass Austin Powers und der junge Peter Asher sich verblüffend ähneln.

## Auszeichnungen
- Grammy Awards:
  - 1978: Producer of the Year
  - 1990: Producer of the Year
  - 2003: Grammy Award for Best Comedy Album (Robin Williams – Live 2002)